# Troglodytellidae
Famille
Les Troglodytellidae sont une famille de Ciliés de la classe des Litostomatea et de l'ordre des Entodiniomorphida.

## Étymologie
Le nom de la famille vient du genre type Troglodytella, dérivé du grec ancien τρωγλοδύτης / troglodýtis (de τρώγλη / trógli, « trou, caverne », et δύω / dýo, « s’enfoncer, se plonger , pénétrer dans »), et du suffixe latin -ella, « petite », en référence au mode de vie de cet organisme, au sein des intestins des singes.

## Description
Troglodytella présente, outre la zone adorale, quatre rangées de cils en spirales incomplètes. Les deux premières, à peu près limitées au côté gauche du corps, recouvrent de nombreuses vacuoles contractiles disposées en deux rangées transversales. Le troisième rang de cils siège sur le côté droit du corps,
près de l’orifice anal. Le quatrième occupe un sillon montant en spirale de droite à gauche et encerclant environ les 3/4 de la circonférence de l’extrémité postérieure. Le corps est rigide, renforcé par un appareil de soutien composé d’une partie superficielle et d’une partie profonde, enveloppant toute la portion antérieure de l’infusoire, sauf le péristome, et envoyant du côté dorsal un prolongement en arrière dans l’intérieur du corps. Son macronucleus, en forme de « L », se situe près de la surface dorsale. Un micronucleus est présent.
L'espèce type Troglodytella abrassarti, mesure 145 à 260 µm de long sur 87 à 174 µm de large. Elles est fusiforme. La variété acuminata Reichenow, 1917 diffère du type par l’extrémité postérieure qui est nettement en pointe.
Un autre espèce, Troglodytella gorillae Reichenow, 1917, diffère un peu de la précédente par la disposition des lignes de cils et surtout par le nombre des vacuoles contractiles, enfin par son extrémité postérieure sphérique pourvue de « saillies ectoplasmiques mousses ».
Reichenow émet l'hypothèse que ces infusoires pourraient avoir, chez les singes anthropoïdes, un rôle nutritif analogue à celui des infusoires des ruminants.

## Habitat et répartition
Troglodytella abrassarti et T. abrassarti var. acuminata Reichenow ont été découvertes dans le gros intestin de chimpanzés du Congo belge et du Cameroun.
L'espèce Troglodytella gorillæ a été découverte dans le gros intestin des gorilles du Cameroun.

## Liste des genres
Selon The Taxonomicon (14 juillet 2023) et GBIF (14 juillet 2023) :
- Gorillophilus Imai, Ikeda, Collet & Bonhomme, 1991
- Troglodytella Brumpt & Joyeux, 1912[1].
  - Espèce type : Troglodytella abrassarti Brumpt & Joyeux, 1912

## Systématique
Le nom valide de ce taxon est Troglodytellidae Corliss, 1979.